# 長沢芦雪

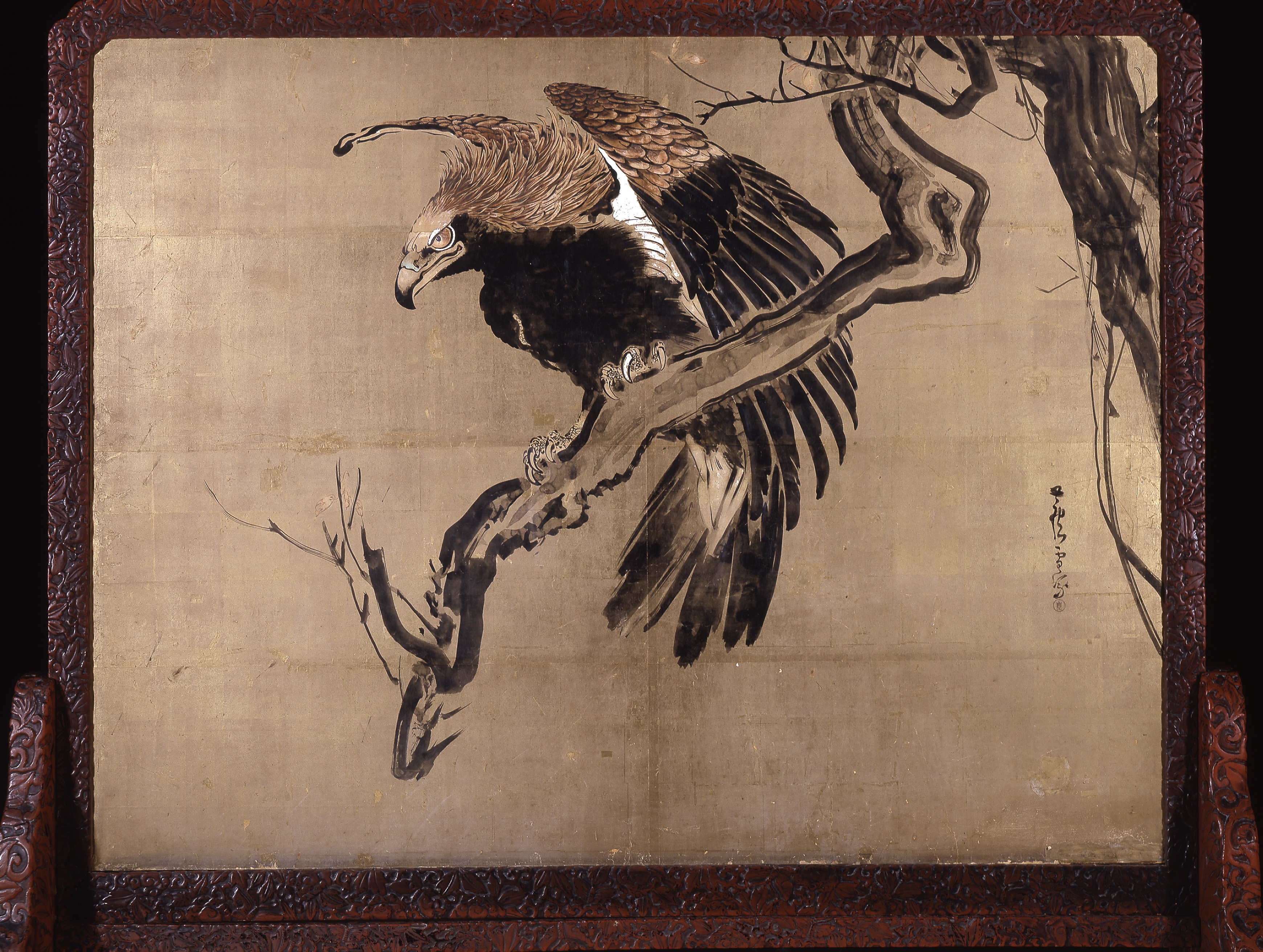

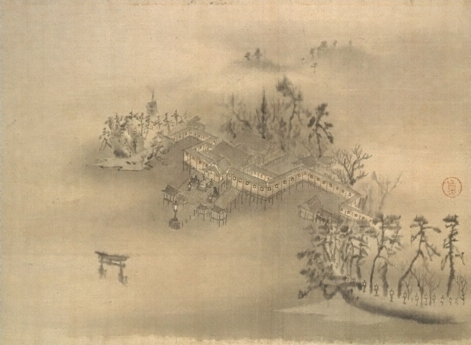
宮島八景図（1帖8図のうち） 重要文化財 文化庁保管

- 長沢芦雪
- 長澤蘆雪

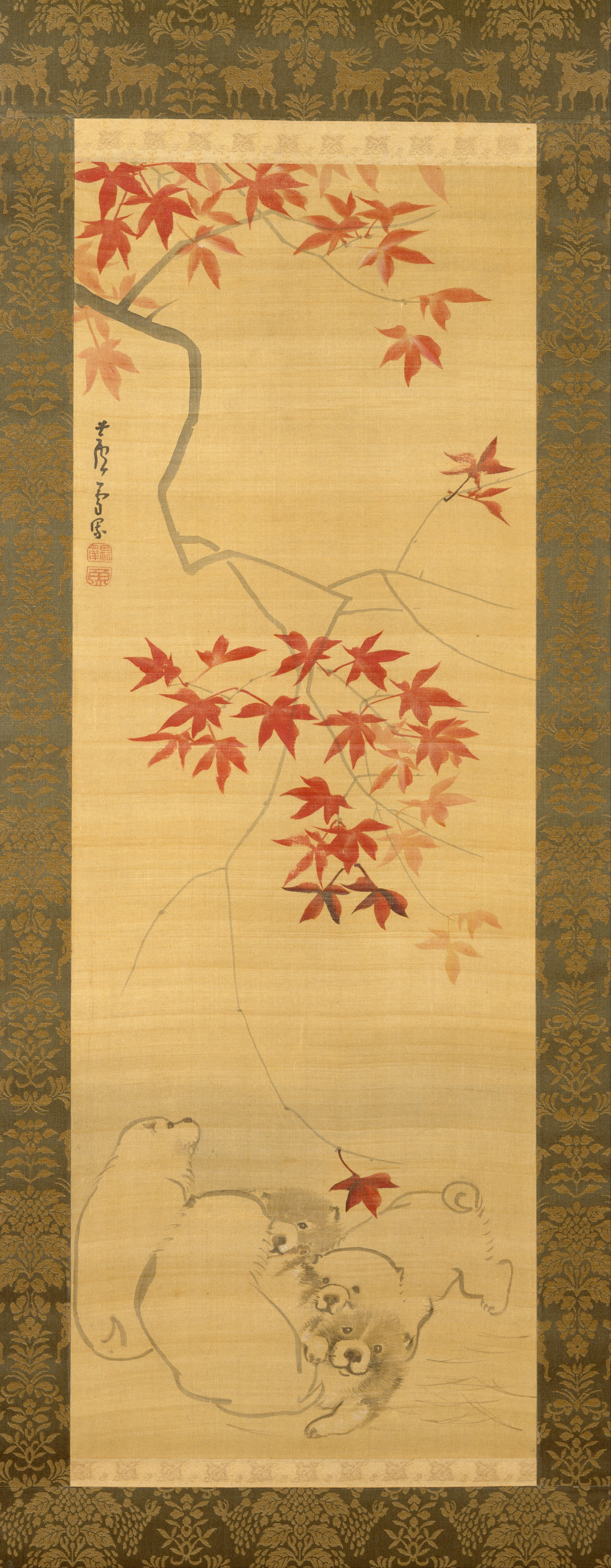
『紅葉狗子図』 1790年頃　絹本著色　ウォルターズ美術館蔵

長沢 芦雪（ながさわ ろせつ、宝暦4年（1754年） - 寛政11年6月8日（1799年7月10日））は、江戸時代の絵師。円山応挙の高弟。長沢蘆雪、長澤蘆雪とも表記される。名は、政勝、魚。字は氷計、引裾。通称、主計。芦雪の他、別号に千洲漁者、千緝なども用いた。円山応挙の弟子で、師とは対照的に、大胆な構図、斬新なクローズアップを用い、奇抜で機知に富んだ画風を展開した「奇想の絵師」の一人。

## 略歴

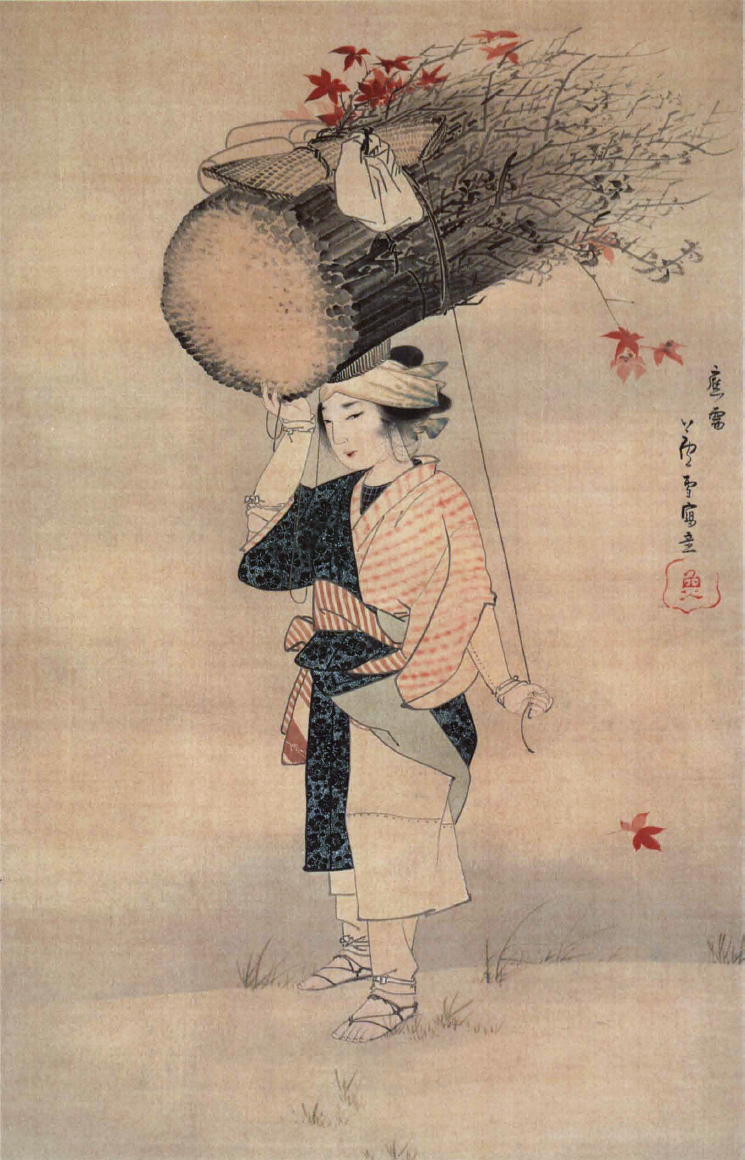
大原女

丹波国篠山に生まれる。後記の南紀滞在の際に芦雪自身が、自分の父がはじめ篠山城主（篠山藩）青山下野守（青山忠高）に、その後山城国淀藩に出仕した上杉彦右衛門であると述べたという資料が残っている。同時代の高名な絵師と比べるとその履歴を示す資料は少なく、いつ応挙の弟子になったかさえはっきりとはわからない。現存中で最も早い時期の作「東山名所図屏風」（紙本銀雲淡彩六曲一隻、個人蔵）安永7年（1778年）芦雪25歳の時には応挙に弟子入りしていたことがわかる。ただ、落款から応挙入門以前と思われる作品も発見され、入門前から十分な力量を持っていた。
33歳のとき、紀州の禅寺である無量寺に、応挙がかねて約束していた、大津波で壊れた本堂の再建後に飾る画を、応挙の命で同寺の愚海和尚に同道して届けた。この1786年から1787年（天明6年から7年）、南紀に滞在した折に多くの障壁画を残している。無量寺の本堂襖絵の『龍虎図』は芦雪の描いたもので、彼の傑作の一つとされている。現在、串本の無量寺、古座の成就寺、富田の草堂寺、田辺の高山寺に計180面の障壁画が残り、無量寺境内には応挙芦雪館が開設されている。
30代のとき妻の流産を経て娘を得たが、満2歳で亡くし、その後生まれた息子も2歳で亡くしている。
1788年の京都の天明の大火の後に応挙一門が参加した御所の復興事業や、一門を挙げて参加した兵庫の大乗寺の障壁画作成に活躍した。
伝承には、芦雪は隻眼であったとするものもある。ある藩主の前で得意技芸の一つであったコマ廻しを披露していた時誤って目にあたったという。ただし、何ら確かな話ではない。芦雪の性格は奔放で、ある意味快活である一方、傲慢な面があったと伝えられる。そのせいか、「後年応挙に破門された」というような悪評とも言うべき根拠不明な巷説や異常な行動を伝える逸話は多い。その最たるものがその死である。毒殺とも自殺とも言われ、少なくとも普通の死ではなかったとされてきたが、これも事実は不明である。
その絵は伝えられる性格そのままに、自由奔放、奇抜なもので同時代の曾我蕭白、伊藤若冲とともに「奇想の画家」（辻惟雄評）、「奇想派」などと言われる。黒白、大小の極端な対比や、写実を無視した構図など師である応挙の作風から逸脱しており、この傾向は南紀滞在の折の障壁画にはっきり表れている。作風は基本的に明るく軽快であるが、晩年になって『山姥』のような時折グロテスクで陰惨な印象の作品も残した。更に、油彩画風の作品や、後の朦朧体を思わせるよな作品もある。
なお、芦雪がしばしば用いる「魚」朱文氷形印は、天明5年（1785年）頃から使い始め、寛政4年（1792年）5月頃に右上が大きく欠損し、作品の制作年代を知る上で指標の一つとなる。この印章に関する逸話として、芦雪が修行時代に寒い冬の朝、往きの途中の小川が凍り、魚がその中に閉じ込められ苦しげであった。気になって帰りに覗いてみると、氷がだいぶ溶け、魚は自由に泳ぎ回っていた。次の日、芦雪が応挙にこのことを話すと、自分も修行時代は苦しかったが、そのうち次第に氷が溶けるように画の自由を得たのだと諭され、これを肝に銘じるため終生この印を使い続けたという。「魚」朱文氷形印は現存しているが、実際に故意に割った形跡があり、おそらく画の自由を得た決意表明として芦雪自身が故意に割ったと考えられる。
芦雪は『大仏殿炎上図(個人蔵)』と題される、方広寺大仏殿（京の大仏）が炎上する様を描いた抽象的な絵を残している。当時日本最大規模の木造建築であった方広寺大仏殿は、寛政10年(1798年)に落雷による火災のため焼失したが、それを描いたものである。落款に「即席漫写 芦雪」とあり、実際に方広寺大仏殿が焼け落ちゆくのを眺めながら、それを描いたとされる。
芦雪の後は、養子と言われる長沢芦洲、さらに蘆州の子長沢芦鳳が継ぎ、芦鳳は芦雪の肖像画を描いている（千葉市美術館蔵）。

### 姓および号の表記について
姓については「長沢」「長澤」、号については「芦雪」「蘆雪」の両様の表記が行われている。表記については、「さわ」は常用漢字体の「沢」を用い、「ろ」は印刷標準字体で、かつ、画家本人が作品の署名に用いている「蘆」を用いて、「長沢蘆雪」と表記するのが適切だとする意見がある。一方、現代では「芦雪」表記が優勢であり、「『長沢蘆雪』と表記すると、「沢＋蘆」の組み合わせが「新字＋旧字」に見えて不自然だとの意見もある。

## 作品

### 障壁画
- 無量寺障壁画 （和歌山県串本町、串本応挙芦雪館） 天明6年（1786年） 重要文化財
  - 内訳は『薔薇図（薔薇に鶏・猫図）』紙本著色 襖8面、『虎図』『竜図』紙本墨画 襖各6面、『群鶴図（芦に鶴図）』紙本墨画 襖6面壁貼付1面、『唐子遊図（唐子琴棋書画図）』紙本墨画 襖8面。天明6年（1786年）。現在これらの襖絵は収蔵庫内で展示されており、本堂には精巧な複製がはめられている。
- 成就寺障壁画 （和歌山県串本町、和歌山県立博物館寄託） 天明6年（1786年） 重要文化財
  - 内訳は『山水図』紙本墨画 襖5面、『群雀図』絹本著色 天袋4面、『曹孟徳図』紙本墨画 襖8面、『唐獅子図』紙本墨画 襖12面、『林和靖図』紙本墨画 襖7面壁貼付1面、『花鳥群狗図』紙本著色 襖8面。本作は蘆雪が現地で描いたのではなく、京都で描いて南紀へ送ったか、蘆雪が持ってきた可能性が指摘されている。
- 草堂寺障壁画 （和歌山県白浜町） 天明7年（1787年）重要文化財
  - 内訳は本堂の『虎渓三笑図』紙本墨画 襖8面、『群狗図』紙本墨画 障子腰6面（現在は六曲屏風に改装）、『五祖栽松・焚経図』紙本墨画 襖4面（現在は二曲一双屏風に改装）、『虎図』紙本墨画 襖8面、『枯木鳩図』紙本墨画 襖12面、『竹に鶴図』紙本墨画 襖6面、『蛙図』紙本墨画 障子腰2面（現在は二曲屏風に改装）、『牛図』紙本淡彩 襖8面、『月下渡雁図』紙本墨画 障子腰6面（現在は六曲屏風に改装）。南書院の『張良吹笛図』紙本墨画 襖2面、『征師図』紙本墨画 襖4面、『朝顔図』紙本墨画 襖4面。

錦江山無量寺障壁画 （和歌山県串本町、串本応挙芦雪館）のうち『虎図』

### 主要作品一覧
| 作品名                       | 技法             | 形状・員数                   | 寸法（縦x横cm）                                                      | 所有者                                 | 年代                   | 落款                                           | 印章                                                                                   | 文化財指定         | 備考 |
| ---------------------------- | ---------------- | ---------------------------- | -------------------------------------------------------------------- | -------------------------------------- | ---------------------- | ---------------------------------------------- | -------------------------------------------------------------------------------------- | ------------------ | --- |
| 牡丹孔雀図                   | 紙本著色         | 二曲一隻                     | 166.9x184.6                                                          | エツコ＆ジョー・プライス・コレクション | 1782年（天明2年）      | 「天明二年李壬寅晩夏寫蘆雪」                   | 「蘆雪」朱文方印                                                                       |                    | |
| 呉美人図                     | 絹本著色         | 1幅                          | 107.1x40.6                                                           | 東京国立博物館                         | 天明前期頃             | 「蘆雪」                                       | 「蘆雪」朱文方印                                                                       |                    | |
| 岩上猿・唐子遊図             | 紙本墨画著色     | 六曲一双                     | 167.0x376.0（各）                                                    | 個人                                   | 1785年（天明5年）以前  | 「蘆雪寫」                                     | 「蘆雪」白文方印・「政勝」白文方印                                                     |                    | 右隻第2,3面、溪流の左に墨で唐子を塗りつぶした跡がある。                                                                                       |
| 楓鹿図屏風                   | 紙本著色         | 六曲一隻                     | 162.2x365.4                                                          | 個人                                   |                        |                                                |                                                                                        |                    | |
| 花鳥図屏風                   | 紙本著色         | 六曲一双                     | 120.0x259.0（各）                                                    | 個人                                   | 1786年（天明6年）以前  | 右隻「蘆雪寫意」・左隻「平安蘆雪」             | 「長澤政勝」白文方印・「蘆雪」朱文方印                                                 |                    | |
| 人物鳥獣図巻                 | 紙本著色         | 1巻                          | 31.1x1610.1                                                          | 京都国立博物館                         | 1786年（天明6年）以前  | 「平安蘆雪寫意」                               | 「長澤政勝」白文方印・「蘆雪」朱文方印                                                 |                    | |
| 牛図                         | 紙本著色描表装   | 1幅                          | 132.0x57.7                                                           | 個人                                   | 1786年（天明6年）以前  | 「平安蘆雪寫」                                 | 「魚」朱文氷形印                                                                       |                    | |
| 虎図                         | 絖本著色         | 1幅                          | 62.2x66.9                                                            | 個人                                   | 1786年（天明6年）以前  | 「蘆雪」                                       | 「魚」朱文氷形印                                                                       |                    | 蘆雪としては極めて珍しく、絖本に描かれた作品。                                                                                                |
| 隻履達磨図                   | 紙本淡彩         | 1幅                          | 134.8x56.0                                                           | 豊橋市美術博物館                       | 1786年（天明6年）頃    | 「蘆雪」                                       | 「魚」朱文氷形印                                                                       |                    | 斯経慧梁賛。正宗寺旧蔵 |
| 楊柳観音図                   | 紙本墨画         | 1幅                          | 125.5x38.5                                                           | 串本応挙芦雪館                         | 1786年（天明6年）頃    | 「蘆雪」                                       | 「魚」朱文氷形印                                                                       | 和歌山県指定文化財 | |
| 絵変わり図屏風               | 紙本墨画         | 六曲一隻押絵貼               | 132.0x55.0（各）                                                     | 個人                                   | 1786-87年（天明6-7年） | 「平安 蘆雪」                                  | 「魚」朱文氷形印                                                                       |                    | |
| 蝦蟇・鍾馗図                 | 紙本墨画         | 双幅                         | 165.4x89.0（各）                                                     | 個人                                   | 1786-87年（天明6-7年） | 「蘆雪画」                                     | 「魚」朱文氷形印                                                                       |                    | |
| 群猿図屏風                   | 紙本墨画         | 六曲一双                     | 159.0x361.0（各）                                                    | 草堂寺                                 | 1787年（天明7年）      | 右隻：長計、左隻「蘆雪寫」                     | 「魚」朱文氷形印                                                                       | 重要文化財         | |
| 寒山拾得図                   | 紙本墨画         | 1幅                          | 86.5x160.0                                                           | 和歌山県田辺市高山寺                   | 1787年（天明7年）2月   | 「平安 蘆雪漫寫」                              | 「魚」朱文氷形印                                                                       | 和歌山県指定文化財 | |
| 雲龍図（雲龍図・昇龍図）     | 紙本墨画         | 襖8面（雲龍図・昇龍図各4面） | 175.0x115.0（各）                                                    | 島根県西光寺                           | 天明年間頃             | 雲龍図に「平安蘆雪寫意」、昇龍図に「氷計謾写」 | 雲龍図・昇龍図ともに「魚」朱文氷形印                                                   | 松江市指定文化財   | |
| 寒山・拾得・豊干・虎図       | 紙本墨画淡彩     | 4幅対                        | 寒山：153.1x82.8、拾得：152.8X82.8、豊干：165.8x93.8、虎：165.6x93.6 | 島根県西光寺                           | 天明年間頃             | 豊干図に「蘆雪寫」                             | 豊干図と虎図に「魚」朱文氷形印                                                         | 松江市指定文化財   | |
| 芭蕉図・牧童図襖絵           | 紙本淡彩         | 襖4枚表裏8面                 | 168.5x89.0（各）                                                     | 絲原記念館                             | 天明年間頃             | 芭蕉図に「蘆雪寫意」、牧童図に「蘆雪寫」       | 芭蕉図に「魚」朱文円印・「氷計」白文方印。牧童図に「長魚」白文方印・「氷計」白文方印   |                    | |
| 朝顔・木賊図                 | 紙本銀地著色     | 二曲一双                     | 52.5x77.6（各）                                                      | 聖護院                                 |                        | 「蘆雪寫」                                     | 「蘆雪」朱文方印                                                                       |                    | |
| 犬図屏風                     | 紙本淡彩         | 六曲一隻                     | 137.7x259.6                                                          | 個人                                   | 天明年間               | 「蘆雪」                                       | 「長澤蘆雪」白文方印・「政勝之印」朱文方印                                             |                    | |
| 幽霊・髑髏子犬・白蔵主図     | 絹本淡彩描表装   | 3幅対                        | 幽霊図：141.6x32.6、髑髏子犬図：141.4x31.6、白蔵主：145.0x32.6       | 藤田美術館                             | 天明年間               | 各幅に「蘆雪寫」                               | 各幅に「長澤蘆雪」白文方印・「政勝之印」朱文方印                                       |                    | |
| 白梅図                       | 紙本墨画         | 六曲一隻                     | 166.8x354.5                                                          | 個人                                   | 寛政前期               | 「蘆雪」                                       | 「蘆雪魚印」白文方印                                                                   |                    | |
| 松鶴図                       | 板絵著色         | 杉戸絵1面                    | 166.0x74.5                                                           | 薬師寺                                 | 寛政前期               | 「蘆雪寫意」                                   | 「魚」朱文氷形印（右肩欠損）                                                           |                    | |
| 猛虎図                       | 絹本墨画著色     | 1幅                          | 163.5x131.0                                                          | エツコ＆ジョー・プライス・コレクション | 寛政年間頃             | 「猛虎一声註両龍 蘆雪」                        | 「長魚」白文方印・「魚」朱文円印                                                       |                    | |
| 正宗寺旧方丈障壁画           |                  | 42幅附3幅の計45幅            |                                                                      | 愛知県豊橋市正宗寺                     | 寛政後期               |                                                |                                                                                        | 重要文化財         | |
| 渡水虎図                     | 紙本墨画         | 襖16面                       |                                                                      | 愛知県豊橋市東観音寺                   |                        | 無                                             | 無                                                                                     |                    | 伝長沢芦雪だが、描法から芦雪筆だと考えられる。なお東観音寺には、他にも芦雪の作品がある。                                                      |
| 宮島（厳島）八景図           | 絹本墨画及び淡彩 | 1帖8面                       | 34.0x47.0（各）                                                      | 文化庁保管                             | 1794年（寛政6年）      | 「甲寅冬於厳島寫 平安蘆雪」                    | 「魚」朱文円印                                                                         | 重要文化財         | |
| 蓬莱山図                     | 絹本墨画         | 1幅                          | 56.6x83.7                                                            | 個人                                   | 1794年（寛政6年）      | 「平安蘆雪寫」                                 | 「長澤」「魚」朱文半円印                                                               | 重要美術品         | |
| 富士越鶴図                   | 絹本墨画淡彩     | 1幅                          | 157.0x70.5                                                           | 個人                                   | 1794年（寛政6年）      | 「平安蘆雪寫」                                 | 「魚」朱文氷形印（右肩欠損）                                                           |                    | |
| 群猿図                       | 紙本淡彩         | 襖8面壁貼付3面               |                                                                      | 兵庫県香美町大乗寺                     | 1795年（寛政7年）      |                                                |                                                                                        | 重要文化財         | |
| 山姥図                       | 絹本淡彩         | 1幅                          | 139.4x55.6                                                           | 遠山記念館                             | 寛政後期頃             | 「応需蘆雪」                                   | 「蘆」白文方印・「雪」朱文方印                                                         |                    | |
| 山姥図                       | 絹本著色         | 額装1面                      | 157.0x84.0                                                           | 広島県廿日市市厳島神社                 | 1797年（寛政9年）頃    | 「平安蘆雪寫」                                 | 「魚」朱文氷形印（右肩欠損）                                                           | 重要文化財         | |
| 関羽図                       | 絹本墨画著色     | 1幅                          | 179.6x85.0                                                           | 広島県廿日市市厳島神社                 | 1797年（寛政9年）頃    | 「蘆雪寫」                                     | 「魚」朱文氷形印（右肩欠損）                                                           | 重要文化財         | |
| 方寸五百羅漢図               | 紙本墨画淡彩     | 1幅                          | 3.1x3.1                                                              | 個人                                   | 1798年（寛政10年）     | 「蘆雪」                                       | 「魚」朱文氷形印（右肩欠損）                                                           |                    | わずか3センチ四方の画面に、白象に乗る釈迦とそれを取り囲む羅漢を描く。寛政10年の新書画展観に出品され、皆川淇園が本作を称える詩文を残している。 |
| 牧童吹笛図                   | 紙本墨画         | 1幅                          | 141.8x139.0                                                          | 久昌院                                 | 寛政後期               | 「平安蘆雪指画」                               | 「魚」朱文氷形印（右肩欠損）                                                           |                    | 款記から、筆ではなく指で描いた指頭画だとわかる。                                                                                              |
| 月夜山水図                   | 絹本墨画         | 1幅                          | 98.5x35.5                                                            | 兵庫県立美術館（西宮頴川分館）         | 寛政後期               | 「蘆雪寫」                                     | 「魚印」「引裾」朱文半円印                                                             | 重要美術品         | 後の朦朧体風の作品。 |
| 山家寒月図                   | 絹本墨画         | 1幅                          | 111.1x42.1                                                           | 香雪美術館                             | 寛政年間頃             | 「蘆雪寫」                                     | 「魚印」「引裾」朱文半円印                                                             |                    | |
| 降雪狗子図                   | 紙本著色         | 1幅                          | 114.8x50.5                                                           | 逸翁美術館                             | 寛政年間               | 「蘆雪寫」                                     |                                                                                        |                    | 暗い背景に犬を白い絵の具を塗り重ねて描く油彩画風の作。                                                                                        |
| 花鳥遊漁図                   | 絹本著色         | 1巻                          | 36.7x1110.9                                                          | 個人                                   | 寛政年間               | 「平安蘆雪寫」                                 | 「魚印」「引裾」朱文半円印                                                             | 重要美術品         | 題字は皆川淇園 |
| 大原女図                     | 絹本著色         | 1幅                          | 130.3x83.2                                                           | 静岡県立美術館                         | 寛政後期頃             | 「応需蘆雪寫意」                               | 「魚」朱文氷形印（右肩欠損）                                                           |                    | |
| 孔雀図                       | 絹本著色         | 1幅                          | 185.0x97.0                                                           | 静岡県立美術館                         | 寛政後期頃             | 「蘆雪寫」                                     | 「長澤」「魚」朱文半円印                                                               |                    | |
| 唐子琴棋書画図               | 紙本著色         | 八曲一隻                     | 153.0x476.0                                                          | 個人                                   | 寛政後期頃             | 「平安蘆雪寫」                                 | 「魚」朱文氷形印（右肩欠損）                                                           |                    | |
| 群獣図屏風                   | 紙本著色         | 二曲二双                     | 166.8x183.0（各）                                                    | 白浜町金閣寺                           | 寛政後期               | 「蘆雪寫意」                                   | 「氷計」白文方印・「魚」朱文円印・「蘆」「雪」小白文方印・「魚」朱文氷形印（右肩欠損） |                    | 元襖絵 |
| 白像黒牛図屏風               | 紙本墨画         | 六曲一双                     | 155.3x359.0（各）                                                    | エツコ＆ジョー・プライス・コレクション | 寛政後期               | 各隻に「蘆雪寫」                               | 各隻に「魚」朱文氷形印（右肩欠損）                                                     |                    | |
| 白像黒牛図屏風               | 紙本墨画         | 六曲一双                     |                                                                      | 個人                                   |                        | 各隻に「蘆雪寫」                               | 各隻に「魚」朱文氷形印（右肩欠損）                                                     |                    | プライス・コレクションと同工異曲の作品。 |
| 象と牛図屏風                 | 紙本墨画         | 六曲一双                     |                                                                      | 島根県立美術館                         |                        |                                                |                                                                                        |                    | プライス・コレクションと同工異曲の作品 |
| 赤壁図                       | 紙本墨画淡彩     | 六曲一双                     | 160.0x360.4（各）                                                    | 個人                                   | 寛政後期頃             | 右隻「平安 蘆雪寫」・左隻「蘆雪」              | 各隻に「長澤魚印」白文方印・「引裾父」白文方印                                         |                    | |
| 赤壁図                       | 紙本墨画淡彩     | 六曲一双                     | 177.0x565.5（各）                                                    | 根津美術館                             | 寛政後期頃             | 右隻「平安 蘆雪寫」・左隻「蘆雪」              | 各隻に「引裾父」白文方印                                                               |                    | |
| 海浜奇勝図屏風               | 紙本金地墨画     | 六曲一双                     | 171.1x372.7（各）                                                    | メトロポリタン美術館                   | 寛政後期               |                                                |                                                                                        |                    | |
| 獅子図屏風                   | 紙本墨画淡彩     | 六曲一双                     | 156.6x357.0（各）                                                    | 相国寺                                 | 制作年不詳             |                                                |                                                                                        |                    | |
| 白象唐子図屏風               | 紙本墨画         | 六曲一双                     | 149.3x353.2（各）                                                    | 相国寺                                 | 制作年不詳             |                                                |                                                                                        |                    | |
| Children Playing on Elephant | 紙本著色         | 六曲一双                     |                                                                      | バークレー美術館                       |                        |                                                |                                                                                        |                    | |
| 龍虎図                       |                  | 双幅                         |                                                                      | 大徳寺                                 |                        |                                                |                                                                                        |                    | |
| 蝶夢騎牛図押絵貼屏風         | 紙本墨画         | 二曲一隻                     | 138.7x56.2（各）                                                     | 桃山善光寺                             | 18世紀                 | 左図「蘆雪」                                   | 各図に「魚」朱文氷形印（右肩欠損）                                                     |                    | |

## Gallery
| 『白象黒牛図屏風』 |  | 『白象黒牛図屏風』 |
| 『白象黒牛図屏風』 |  |                    |

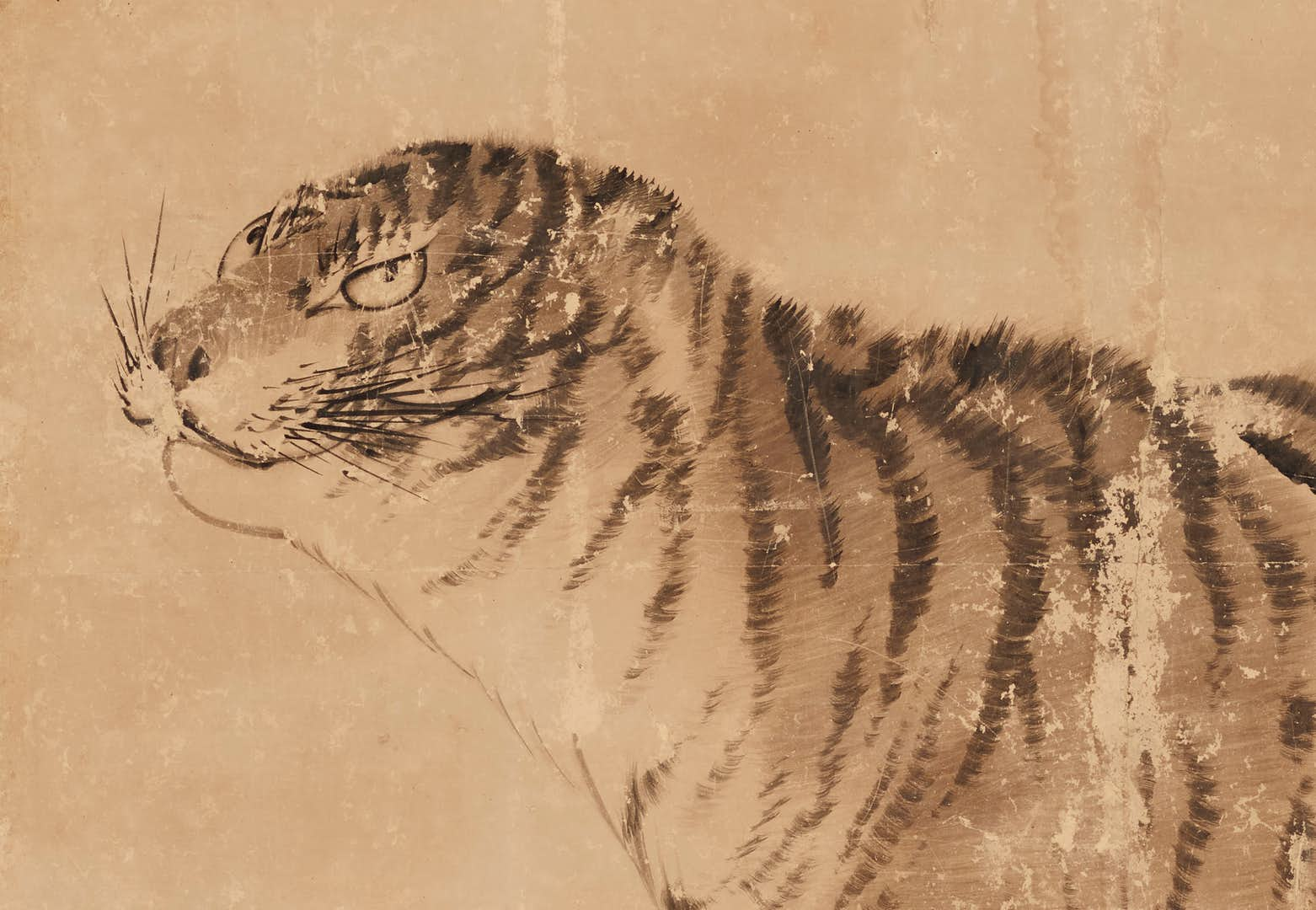
Detail of a Tiger
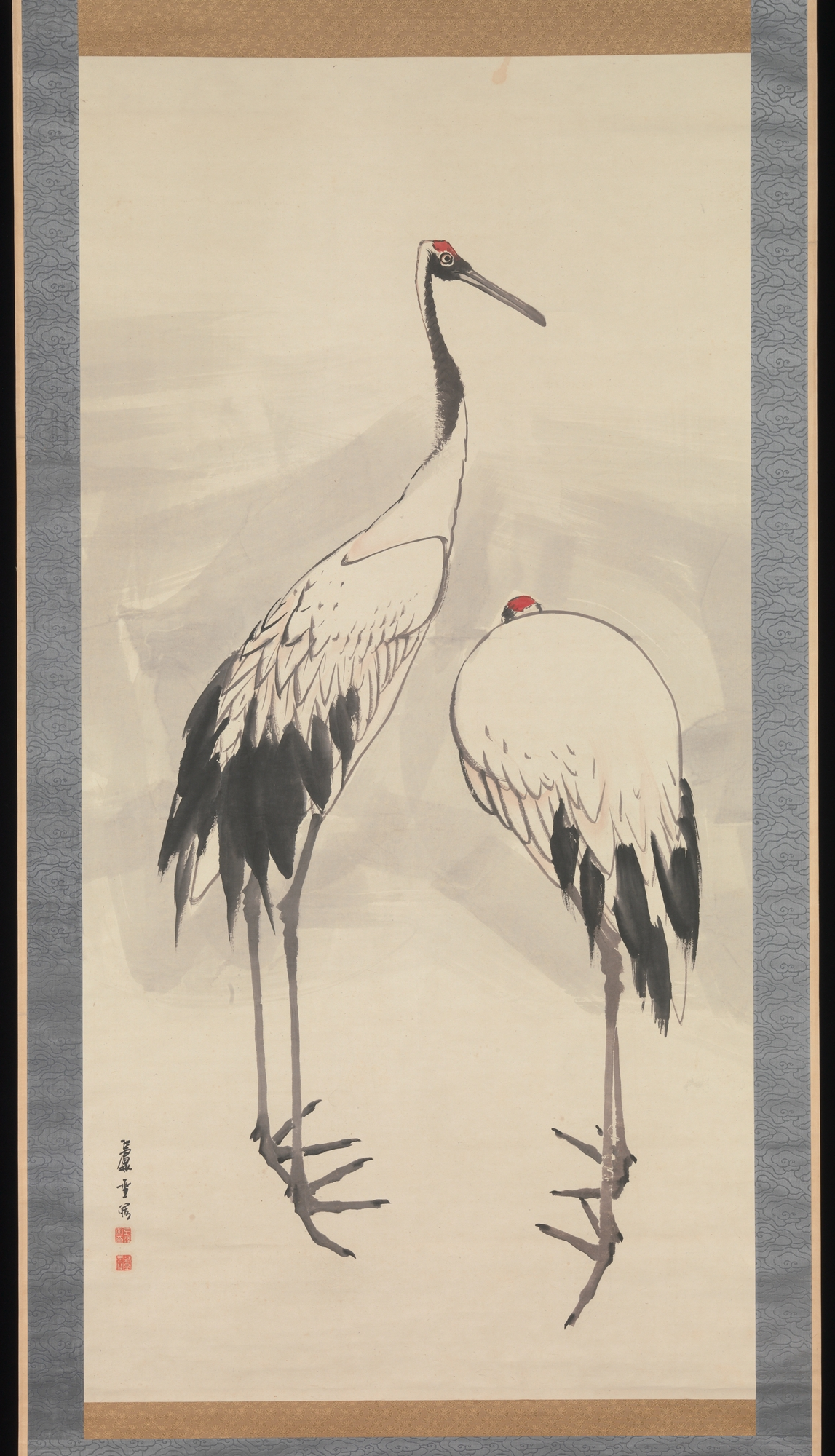
Cranes
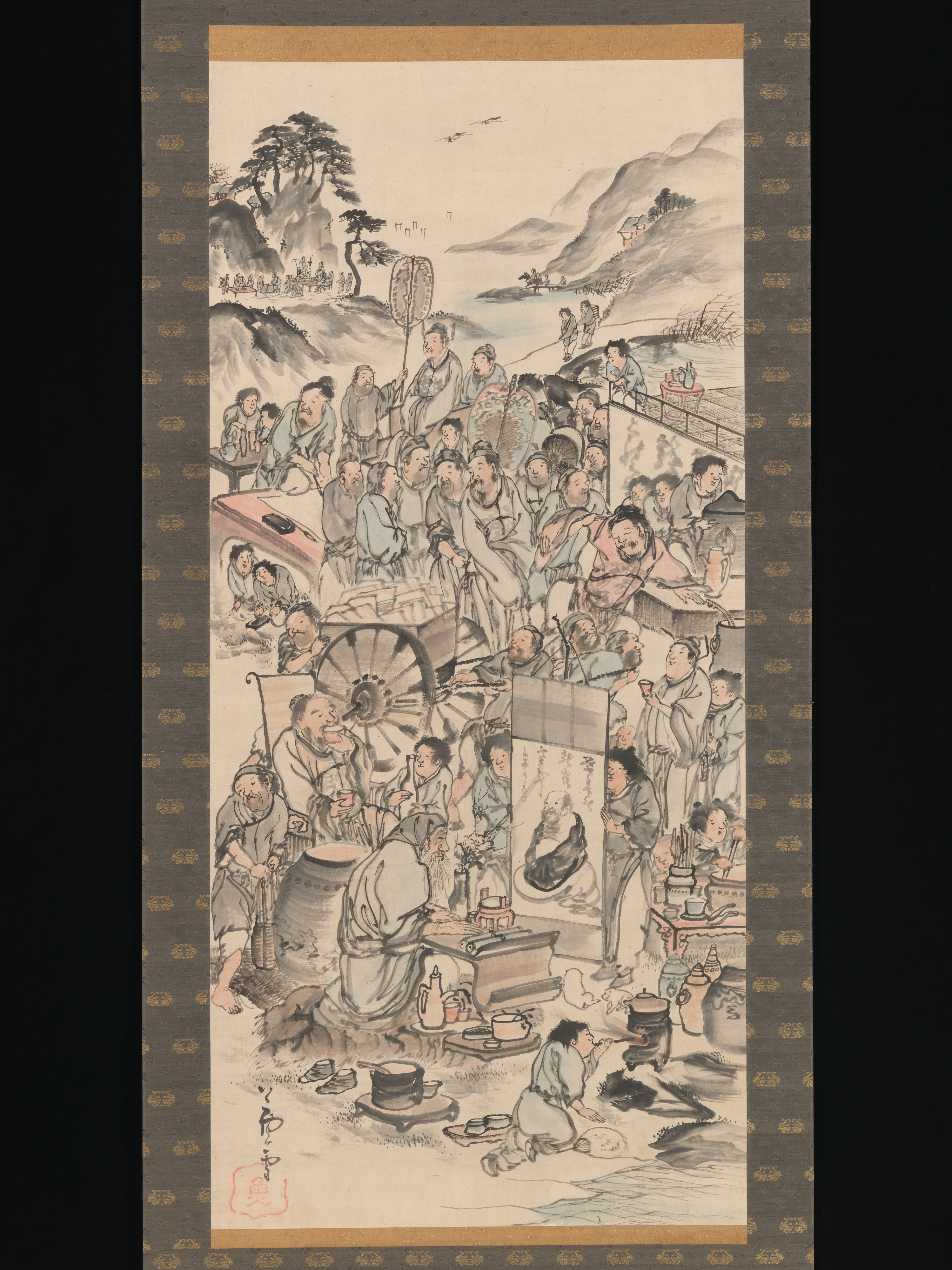
Drinking Festival of the Eight Immortals
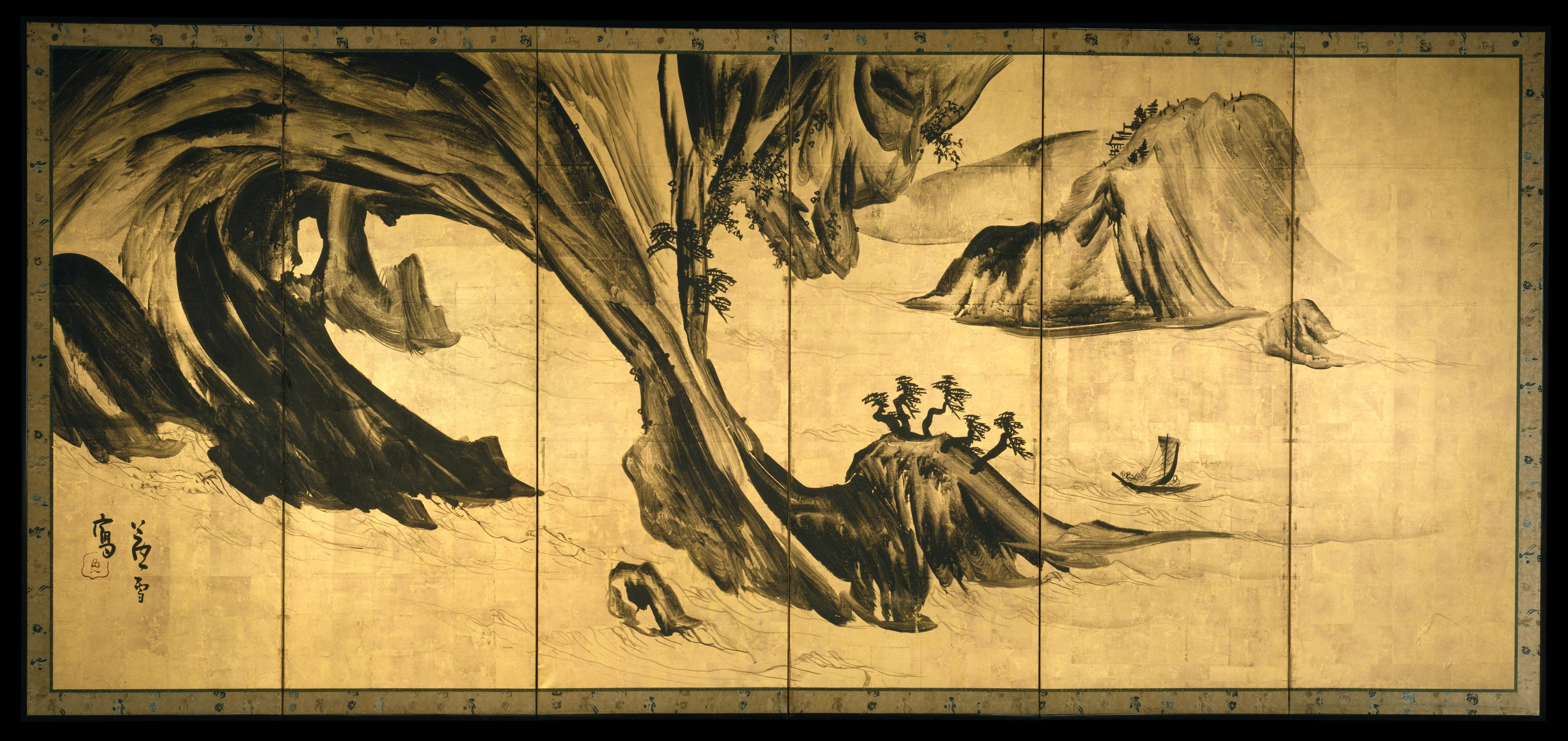
Landscapes with the Chinese Literati Su Shi and Tao Qian, section one
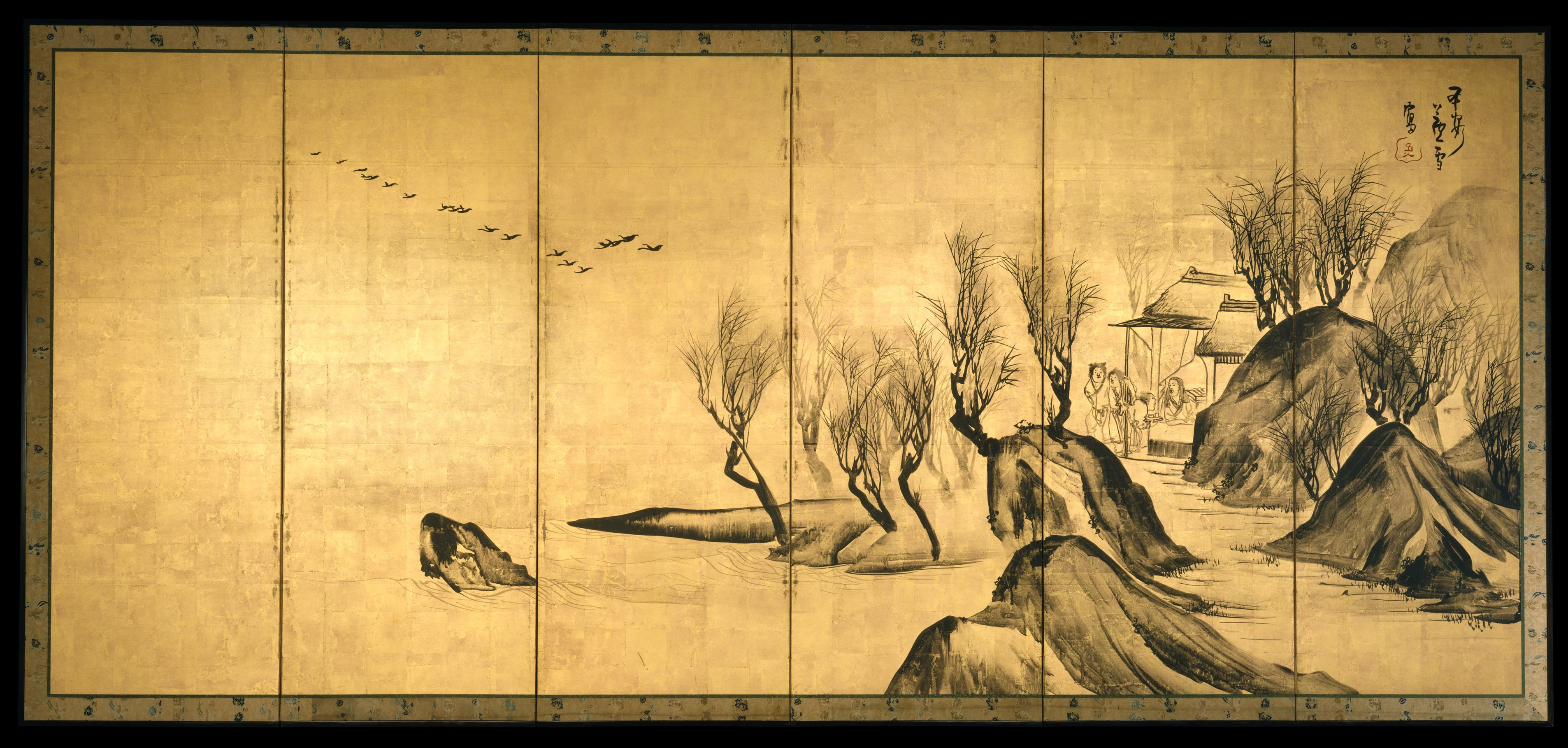
Landscapes with the Chinese Literati Su Shi and Tao Qian, section two
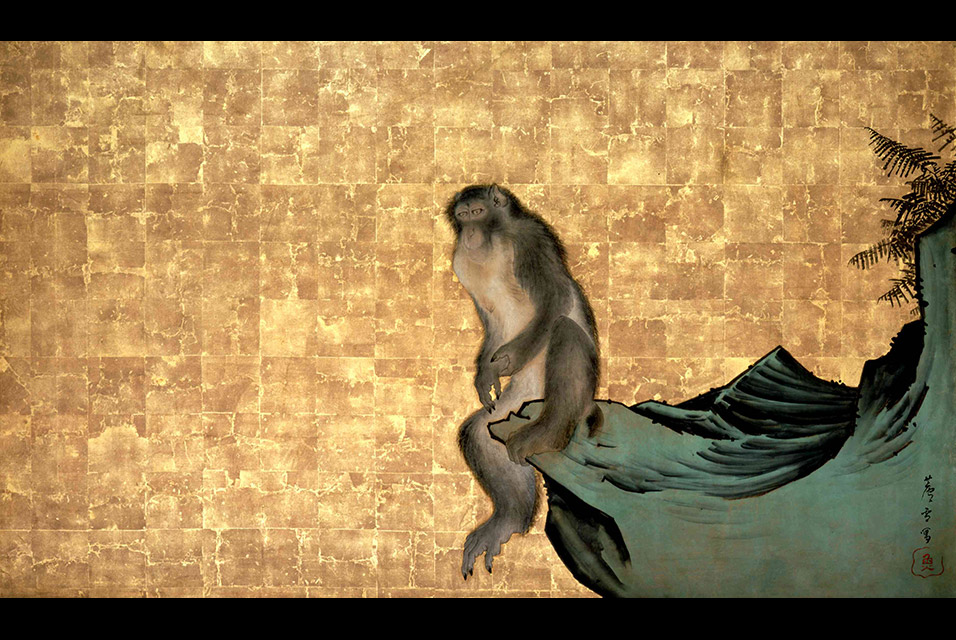
Monkey on a Rock
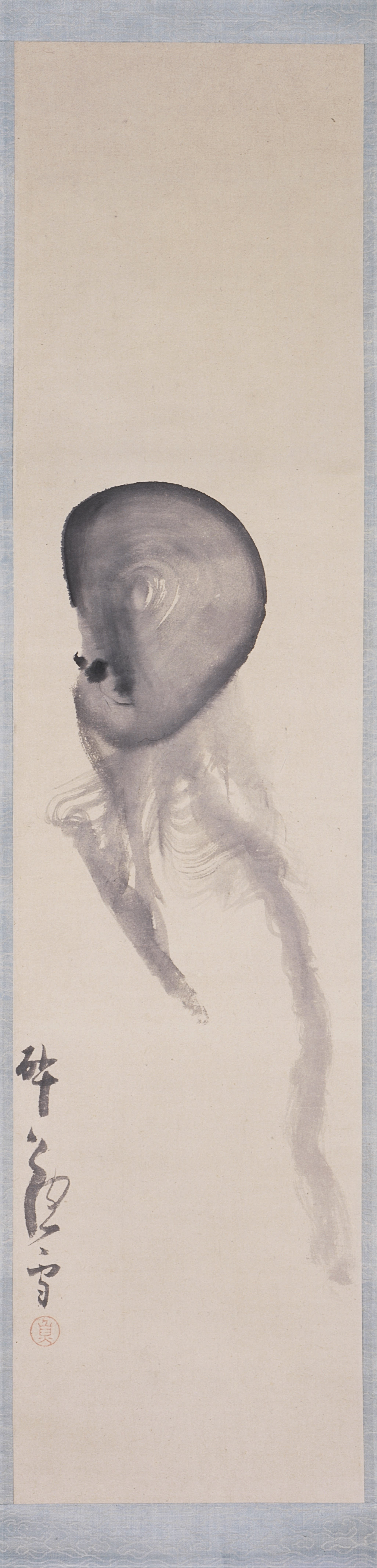
A Jellyfish Like the Moon
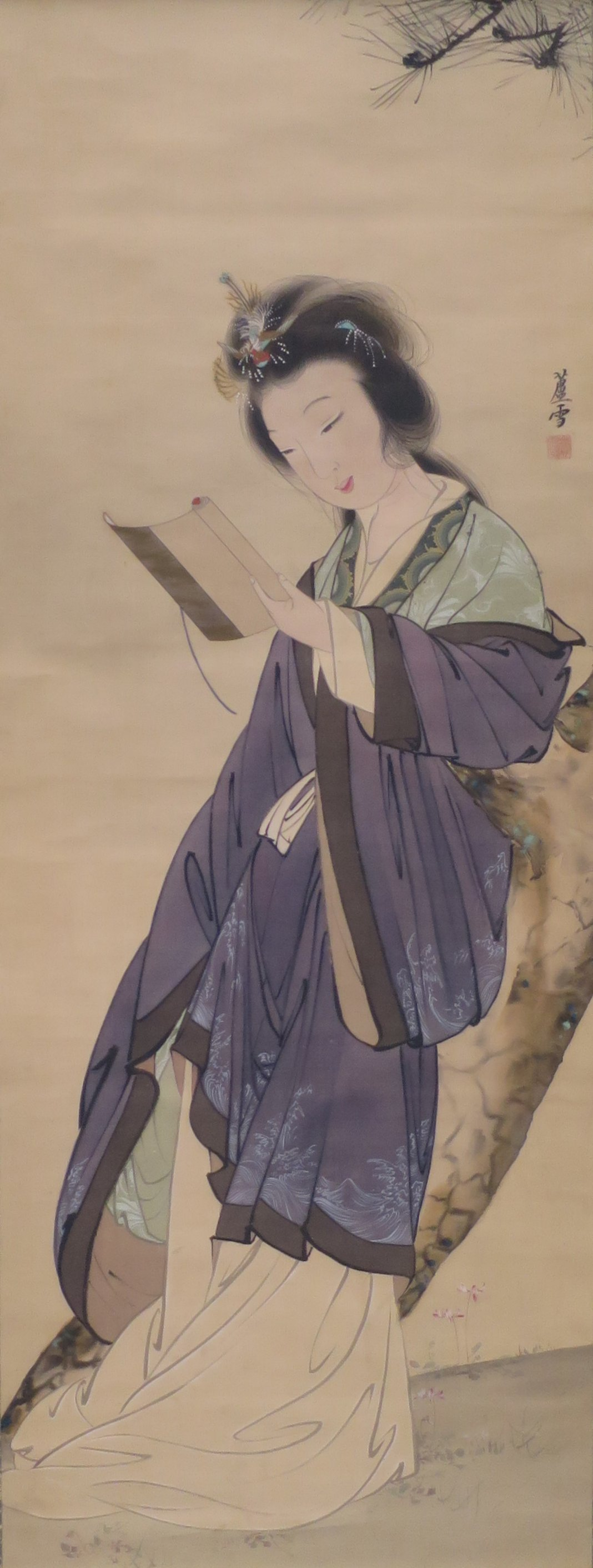
Chinese Beauty
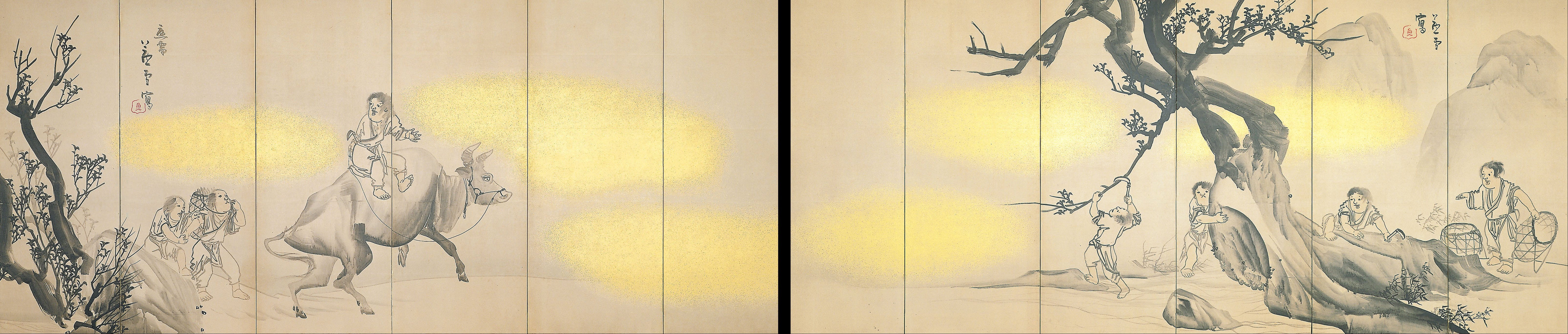
Herd Boys
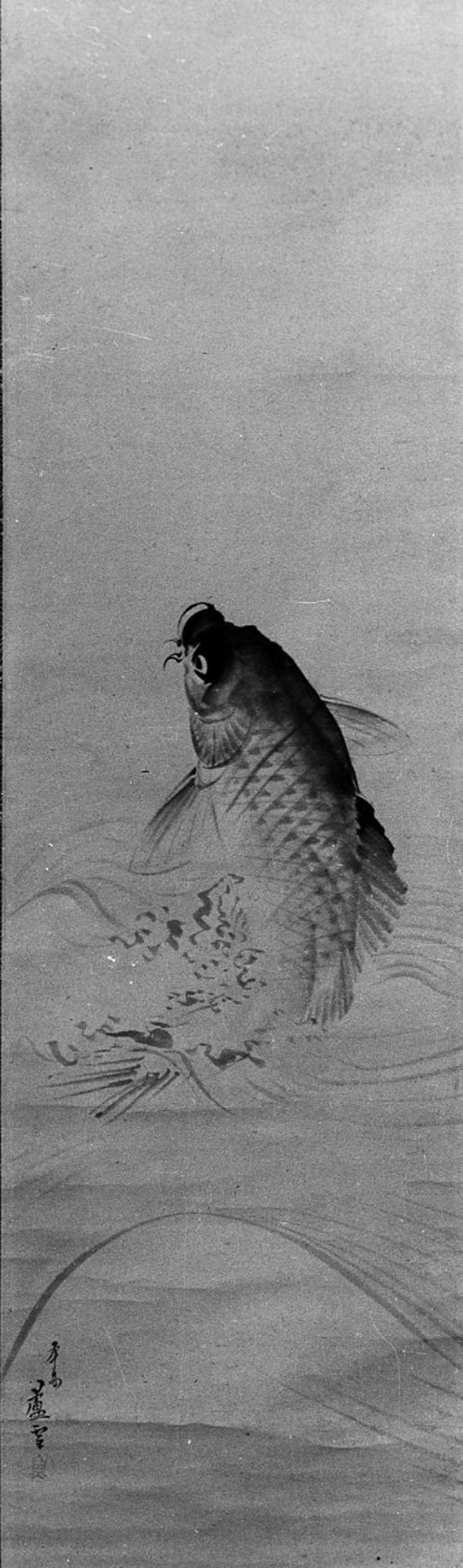
Carp
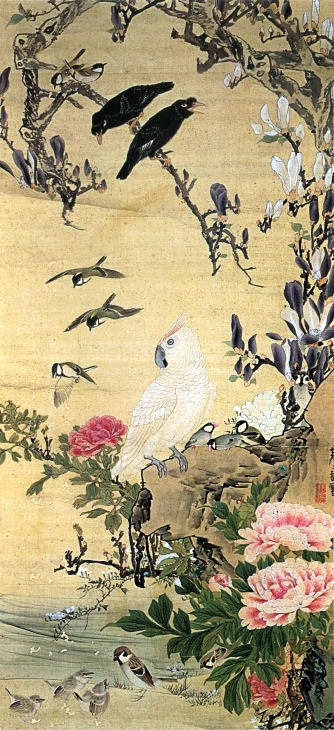
Bird Amid Magnolia and Peony

## 参考資料
- 辻惟雄 「鳥獣悪戯―長沢芦雪」-『奇想の系譜』美術出版社、1970年3月。小学館（増訂版）、2019年2月、ISBN 978-4096822890
- 宮島新一『長沢芦雪 日本の美術219』至文堂、1984年。
- 狩野博幸監修 『長沢芦雪 千変万化のエンターテイナー』 平凡社〈別冊太陽 日本のこころ181〉、2011年3月、ISBN 978-4582921816
- 岡田秀之 「長沢芦雪の署名と印章について ─作品年代推定の手掛かりとして─」（『MIHO MUSEUM 研究紀要』第12号、公益財団法人秀明文化財団、2012年3月、pp.41-66。
- 金子信久 『もっと知りたい長沢蘆雪 生涯と作品』 東京美術〈アート・ビギナーズ・コレクション〉、2014年12月、ISBN 978-4808710217

展覧会図録
- 『近世異端の芸術展 : 蕭白と蘆雪を中心に』 新宿・小田急百貨店、1971年6月26日-7月13日
- 辻惟雄・狩野博幸監修 『没後200年記念 長沢蘆雪』 千葉市美術館 和歌山県立博物館 日本経済新聞社編・発行、2000年
- 『長沢芦雪 奇は新なり』 MIHO MUSEUM、2011年、ISBN 4-903642-08-9
- 『企画展 長澤蘆雪―躍動する筆墨』 市立松江歴史館編、山陰中央新報社、2018年4月、ISBN 978-4-87903-213-3

関連論考・作品
- 辻惟雄「猛獣戯画―長沢蘆雪」- 『ギョッとする江戸の絵画』羽鳥書店、2010年1月
- 辻惟雄「長沢芦雪―画家のウイット」- 『十八世紀京都画壇　蕭白、若冲、応挙たちの世界』講談社選書メチエ、2019年2月
- 岡田秀之解説 『かわいい こわい おもしろい 長沢芦雪』 新潮社〈とんぼの本〉、2017年7月
- 司馬遼太郎「蘆雪を殺す」- 短編集『最後の伊賀者』に収録。講談社文庫ほか